# Bulbophyllum pteroglossum
Bulbophyllum pteroglossum är en orkidéart som beskrevs av Rudolf Schlechter. Bulbophyllum pteroglossum ingår i släktet Bulbophyllum och familjen orkidéer. Inga underarter finns listade i Catalogue of Life.